# Altleisnig
Altleisnig ist ein Ortsteil der Stadt Leisnig im Landkreis Mittelsachsen mit etwa 90 Einwohnern.

## Geschichte

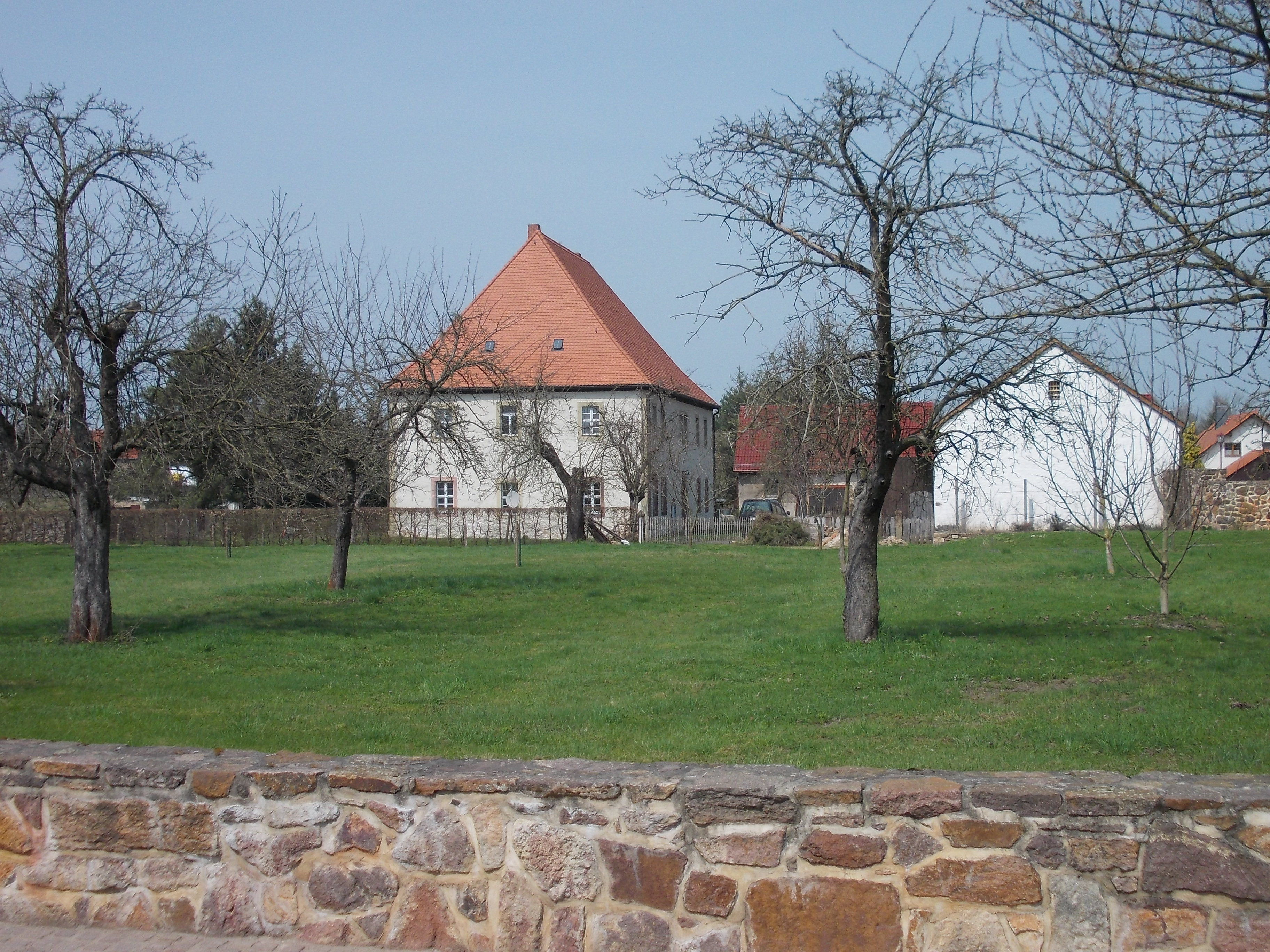
Pfarrhaus Altleisnig

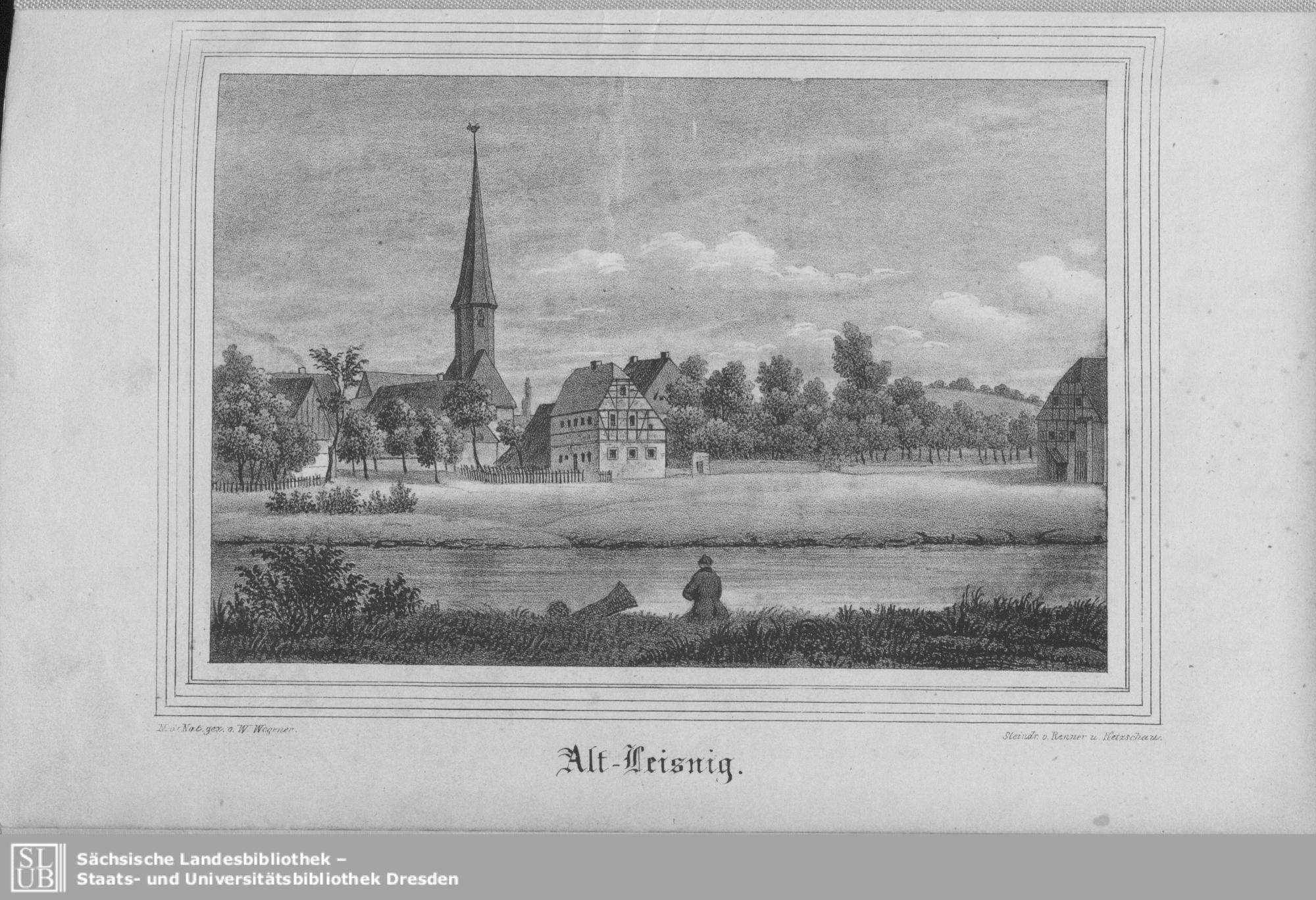
Altleisnig, Kirche um 1840 (Sachsens Kirchengalerie)

Etwa zwei Kilometer nordwestlich der Burg Mildenstein, direkt an der Freiberger Mulde gelegen, entwickelte sich um das Jahr 1100 an der Fernhandelsstraße von Leipzig über Grimma, Leisnig und Waldheim nach Böhmen eine Kaufmannssiedlung. Erstmals genannt wird sie zusammen mit ihrer Nikolai-Kapelle 1214 in einer Urkunde des Bischofs von Meißen für Kloster Buch, in der dem Kloster das Kirchspiel (parochia) Leisnig übertragen wird. Die Kapelle war eine Tochterkirche der Matthäi-Kirche Leisnig und kam damit unter das Patronat des Abtes von Buch.
1265 ordnete der Abt Heinrich von Buch als zuständiger Patronatsherr die Zugehörigkeit der Einwohner zu den Kirchen des Sprengels Leisnig. Genannt wird explizit ecclesia S. Nicolai. Die Einwohner sollten in der Kirche die Sakramente empfangen, in deren Bereich sie wohnten.
Aus dem Jahr 1280 ist ein Ablassbrief des Papstes  Nikolaus für die Nikolai-Kirche in der neuen Stadt Leisnig (in novo civitate Lisnic) überliefert, genannt werden dabei als Patrone der Kirche (in dieser Reihenfolge): Maria, Michael, Johannes der Täufer, Petrus und Paulus, Maria-Magdalena, Nicolaus, Katharina und Elisabeth, Nikolaus also durchaus nicht an erster Stelle.
Ende des 13. Jahrhunderts zogen die Bewohner zunehmend in die planmäßig angelegte Stadt Leisnig südlich der Burg und der Matthäikirche. Die Planstadt war sicher im Auftrag der Burggrafen von Leisnig angelegt worden. Die Gründe für die Stadtverlegung sind urkundlich nicht überliefert. Es mögen der bessere Schutz durch die Burg, auch die Furcht vor Hochwasser gewesen sein.
Im Jahre 1286 wird der Ort bereits als veteris civitas (alte Stadt Leisnig) bezeichnet. Anlässlich der Neuordnung des Kirchspiels Leisnig, die durch die Verlegung der Stadt nötig geworden war, wird ein Pfarrer Reinbold von St. Nikolai genannt. Dabei bekommt die Kirche einen eigenen Sprengel, wird also Pfarrkirche. Zugeordnet werden alle Orte rechts der Mulde, die ehemals zu St. Matthäi gehört hatten.
Dieser Sprengel war bald zu groß geworden, die Wege zu lang. Der Bischof von Meißen, veranlasst durch den Pfarrer Heidenreich von Altleisnig wegen der Gefahr für die Seelen, teilte den Sprengel und machte die neu errichtete Kirche von Bockelwitz zur Pfarrkirche, der Criscowe (eine Wüstung bei Bockelwitz), Kroptewitz, Dobernitz, Leuterwitz, Nicollschwitz, Groß- und Kleinpelsen zugeordnet wurden, alles natürlich im Einverständnis des Abtes von Buch als zuständigem Patronatsherren.
Nach dem Umzug lebten wahrscheinlich nur noch wenige Menschen im Ort, der dadurch allerdings nicht komplett aufgegeben war. In den folgenden Jahrhunderten entwickelt sich Altleisnig zu einem Dorf, dessen Bewohner nur über wenig eigenen Grundbesitz verfügen. Altleisnig hatte keine Einteilung in Hufen. Die meisten arbeiteten daher als Kleinbauern (damals Gärtner genannt). Da sich diese Unterbauern nicht allein von ihrer landwirtschaftlichen Arbeit ernähren konnten, gingen sie noch weiteren Gewerben nach. In Altleisnig wurde der quantitative Mangel an eigenen Anbauflächen durch den Anbau von qualitativ hochwertigen Kulturpflanzen kompensiert. Dazu zählte u. a. der Mohn, den die Bewohner Altleisnigs als Naturalabgaben an das Amt Leisnig liefern mussten. Spätestens um 1500 waren diese Naturalabgaben in Geldabgaben umgewandelt worden. Außerdem wurden Fische aus der Mulde und den Altleisniger Lachen an die Stadt gegeben. Darüber hinaus mussten die Altleisniger Gärtner bis ins 15. Jahrhundert an den Fastnachtstagen Wachdienste auf der Burg Mildenstein leisten.
1496 werden zwei Einwohner von Altleisnig namentlich genannt. Einem neu gestifteten Altar der Matthäikirche Leisnig wurden Einkünfte zugeordnet, darunter von Blasius Gritener und Merten Haferkorn aus Altleisnig.
Im Dezember 1942 wurde das Brückhäuschen, in dem sich auch ein kleiner Laden befand und das viele Jahre zur Einnahme des Brückengeldes gedient hatte, abgebrochen.
Vom 1. Juli 1950 bis zum 31. Mai 1973 gehörte der Ort zur Gemeinde Polditz. Mit dieser wurde er am 1. Juni 1973 in die Gemeinde Polkenberg eingegliedert, die seit dem 1. Januar 1999 zur Gemeinde Bockelwitz gehört. Mit deren Auflösung kam der Ort am 1. Januar 2012 zur Stadt Leisnig.

## Entwicklung der Einwohnerzahl
| Jahr    | Einwohnerzahl                  |
| ------- | ------------------------------ |
| 1548/51 | 13 besessene Mann, 19 Inwohner |
| 1764    | 13 Gärtner, 4 Häusler          |
| 1834    | 149                            |

| Jahr | Einwohnerzahl |
| ---- | ------------- |
| 1871 | 179           |
| 1890 | 190           |
| 1910 | 187           |

| Jahr | Einwohnerzahl |
| ---- | ------------- |
| 1925 | 159           |
| 1939 | 138           |
| 1946 | 356           |